# Tih Minh
Pour plus de détails, voir Fiche technique et Distribution.
Tih Minh est un film d'espionnage muet français réalisé par Louis Feuillade et sorti en 1919.

## Episode
Le film se compose de 12 épisodes :
1. Le philtre d'oubli
2. Deux drames dans la nuit
3. Les mystères de la Villa Circé
4. L'homme dans la malle
5. Chez les fous
6. Les oiseaux de nuit
7. Évocation
8. Sous le voile
9. La branche de salut
10. Mercredi 13
11. Le document 29
12. Justice

## Synopsis
Jacques d'Athys, un aventurier français, rentre chez lui à Nice après une expédition en Indochine où il s'est fiancé à une eurasienne. Il a découvert un livre qui, à son insu, contient un message codé révélant la localisation de trésors secrets, ainsi que des renseignements gouvernementaux sensibles.

## Fiche technique
- Réalisation : Louis Feuillade
- Scénario : Georges Le Faure, Louis Feuillade
- Chef-Opérateur : Léon Klausse
- Montage : Léon Klausse
- Assistant réalisateur : Julien Duvivier
- Société de production : Société des Établissements L. Gaumont
- Format : Muet - Noir et blanc - 1,33:1 - 35 mm
- Pays de production : France
- Durée : 418 minutes
- Date de sortie : France : 7 février 1919

## Distribution
- Mary Harald : Tih Minh
- René Cresté : Jacques d'Athys, l'explorateur
- Georges Biscot : Placide, le domestique de Jacques d'Athys
- Édouard Mathé : Sir Francis Grey
- Louis Leubas : l'asiatique Kistna / la fausse religieuse / le faux facteur
- Gaston Michel : le docteur Gilson, le complice de Kistna
- Georgette Faraboni : la marquise Dolorès
- Jane Rollette : Rosette, la fiancée de Placide
- Madame de La Croix : Madame d'Athys, la mère de Jacques
- Georgette Lugane : Jane d'Athys, la sœur de Jacques
- Émile André : le docteur Davesne
- Marcel Marquet : le docteur Chauzel